# Горизонт (Харьков)
Горизо́нт (укр. Обрій) — микрорайон, расположенный в Индустриальном районе города Харькова, расположенный в восточной части Харькова, на окружной дороге. Входит в состав Роганского жилого массива.
Микрорайон делится бульваром Дмытра Антоновыча на две части: Горизонт-1 и Горизонт-2.
Микрорайон расположен на окраине, при этом, территория прилегающей к микрорайону планируется к активной застройке. Микрорайон находится в нескольких минутах езды от станции метро «Индустриальная», имеет необходимую инфраструктуру. 
По украинскому названию микрорайона был назван остановочный пункт ЮЖД - Обрий (ранее - платформа 24 км).

## История
На нынешнем месте микрорайона с 1930 и в годы Великой Отечественной войны располагался военный аэродром - Рогань (аэродром), который в послевоенное время был аэродромом Харьковского военного училища летчиков имени С. И. Грицевца. Закрыт в 1972 году. 
Застройка микрорайона началась в самом начале 1990-х годов. Сначала, согласно проектной документации, он возводился как различные микрорайоны «Горизонт-1», «Горизонт-2» и т.д..
Часть микрорайона не была достроена, поэтому он имеет вид не круга, а сегмента круга.
Во времена полномасштабного вторжения некоторые здания микрорайона потерпели разрушения из-за российских обстрелов

## Незавершенные проекты
- В микрорайоне Горизонт-1 планировали построить детский сад № 15.
- С 2009 года планировали построить микрорайон Южный Горизонт.

## Транспорт
До жилого массива Горизонт курсируют:
- пригородные электропоезда Лосево — Граково через остановочный пункт Обрий[7]
- троллейбус № 46 и 53.
- автобус № 70